# De Waarheid (Pratchett)
De Waarheid is het 25e boek uit de schijfwereld-serie (Engels: Discworld), geschreven door Terry Pratchett. Het boek is voor het eerst verschenen in 2000, en de oorspronkelijke titel was 'The Truth'.

## Samenvatting
Het boek speelt zich af in Ankh-Meurbork. Willem van der Woord verdient daar zijn geld o.a. door korte berichten over deze stad aan naburige heersers te zenden. Dan ontmoet hij een groep dwergen die een betrouwbare manier hebben gevonden om van lood goud te maken: de drukpers.
Willem, de dwergen (onder leiding van mr. Goedenberg) en een dame genaamd Sacharisse Knipslot beginnen een krant en ontdekken dat achter de moord die Heer Ottopedi gepleegd zou hebben, veel meer steekt...
Andere figuren in het boek zijn:
- Mr. Prik en Mr. Tulp, de 'Nieuwe Firma' in misdaad;
- Heer van der Woord, edelman en vader van Willem;
- Harry Koning, self-made zakenman;
- Otto Kreiss, vampier die een carrière als fotograaf is begonnen.